# Spodochlamys iheringi
Spodochlamys iheringi är en skalbaggsart som beskrevs av Ohaus 1905. Spodochlamys iheringi ingår i släktet Spodochlamys och familjen Rutelidae. Inga underarter finns listade i Catalogue of Life.